# John S. Casement
John Stephen "Jack" Casement (Geneva, 1829. január 1. – Painesville, 1909. december 13.) tábornok és dandárparancsnok volt az amerikai polgárháború idején az uniós hadseregben, valamint ismert vasúti vállalkozó és építőmérnök. Ő irányította a Union Pacific első transzkontinentális vasútvonal Union Pacific szakaszának építését, amely összekötötte az Amerikai Egyesült Államok nyugati részét a keletivel.

## Vasúti vállalkozó
1844-ben a család New Yorkból Michiganbe költözött, ahol Casement a Michigan Central Railroadnál kezdte vasúti pályafutását, mint munkás a vágánycsapatnál. 1850-ben Ohioba költözött, ahol a Cleveland, Columbus and Cincinnati Railroadnál dolgozott művezetőként, majd a Lake Shore Railroadhoz került ugyanebben a minőségben a vágánycsapat művezetőjeként, ahol 1852-ben végzett. Ezután 1853 tavaszán vasúti vállalkozói tevékenységbe kezdett, nagyrészt a Lake Shore railroad, Grand Trunk kétvágányúsításán dolgozott. Az 1860-as évek elején Casement és későbbi üzlettársa, testvére, Dan a Sunbury and Erie Railroad, valamint az Erie and Pittsburgh Railroad társaságoknál végzett pályamunkákat. 1853 tavaszán az amerikai polgárháború kitörésével Casement átadta az üzlet vezetését testvérének, Danielnek, és katonai szolgálatba lépett az ohiói önkéntes gyalogságnál.

## Pokol a kerekeken
Ahogy Casement és munkásai a transzkontinentális vasútvonal építése során átkeltek a síkságon, nagyszámú "tábori követő" követte őket, akik olyan élvezeteket nyújtottak a munkásoknak, mint a prostitúció, az alkohol, a szerencsejáték és egyéb szolgáltatások. A vasúti munkások és a csatlósok állandóan mozgó gyülekezete Hell on Wheels néven vált ismertté. A kifejezés nemcsak a "vágányok végén" zajló mindennapi életet írja le, hanem a Hell on Wheels című, azonos című tévésorozat is megörökítette. A sorozatban Cullen Bohannon karakterét lazán Casement életéről és pályafutásáról mintázták.